# Pio Pullini
Pio Pullini (Ancona, 28 luglio 1887 – Roma, 10 luglio 1955) è stato un pittore, decoratore e illustratore italiano.

## Biografia
Dopo gli studi all'Istituto di Belle Arti delle Marche a Urbino (poi Scuola del Libro), Pullini completò la sua formazione nell'Istituto d'Arte di Roma sotto la guida di Giulio Aristide Sartorio.
Nel 1910 decorò la palazzina della legazione italiana a Cettigne, capitale del Montenegro.
Nel 1914 partecipò agli affreschi nelle sale del nuovo Ministero dell'agricoltura, dell'industria e del commercio in via XX Settembre.
Si fece apprezzare anche per le notevoli doti di ritrattista, come nel caso del ritratto del patriota Gaetano Pullini (1911), custodito al Museo centrale del Risorgimento al Vittoriano, o di papa Benedetto XV (1915) in Santa Maria in Campitelli a Roma.
Nel 1920 partecipò ai lavori di decorazione nel Viminale e l'anno successivo fece il suo esordio espositivo alla I Biennale Romana.
Nel frattempo cominciò a realizzare efficaci caricature ispirate a situazioni e figure colte dal vero. Fu insegnante di disegno nella scuola tecnica di Cagliari (1922), Rovigo (1923) e Faenza (1931).
Nella Chiesa dei Santi Francesco e Giustina a Rovigo nel 1926 dipinge la pala raffigurante S. Teresa di Lisieux e nel 1927 la pala raffigurante Santa Rita da Cascia (per i tre angeli il pittore si valse come modelli dei suoi tre figli: Maria, Piero e Carlo).
Si dedicò alla produzione di brillanti acquarelli umoristici, che lo renderanno particolarmente noto e apprezzato; al Museo di Roma sono custoditi 130 acquerelli di Pullini. Nel frattempo diede prove notevoli nella decorazione ad affresco della Casa del Fascio di Rovigo (1927). Nel Palazzo del Littorio (ora Palazzo del Popolo) di Ancona, nel 1929 dipinse un ciclo di sette grandi quadri che illustrano la storia d'Italia dal Risorgimento al decennale della marcia su Roma. Dei sette dipinti ne sopravvivono sei: quattro ancora nella sede originaria (Risorgimento, Grande Guerra, Industria e pesca, Agricoltura) e due nei magazzini della Pinacoteca Podesti (Marcia su Roma e I Fascisti ricostruiscono l'Italia).
Nel 1930 ottenne l'incarico di realizzare le illustrazioni per il libro unico della terza elementare curato da Grazia Deledda, cui seguirono quelli per le due prime classi.
Trasferitosi definitivamente a Roma, nel 1936 realizzò le cartoline per il saggio nazionale dei Premilitari e iniziò a collaborare con la rivista «L'Urbe» diretta dall'amico Antonio Muñoz.
Nel 1937 eseguì un ritratto del Duca degli Abruzzi per l'omonimo istituto tecnico. Per il Circolo dei Romanisti illustrò nel 1939 i sonetti in vernacolo di Antonio Spinola e alcuni disegni per le annuali strenne.
Fissò scene, tipi e situazioni di una città che stava cambiando volto. Realizzò segretamente centinaia di tali istantanee ad acquarello, che diventarono una viva documentazione della Roma degli anni di guerra, dell'occupazione nazista e della liberazione. 
Di questa straordinaria epopea illustrata vi è parziale testimonianza nel Museo di Roma.
Nel 1947 Pullini affrescò nel refettorio del Collegio Nazareno la scena di Gesù ad Emmaus, che in seguito è stata incomprensibilmente distrutta.
Nel 1950 dipinse la tela dedicata a padre Josep Manyanet y Vives, fondatore della Congregazione Figli della Sacra Famiglia,  per la chiesa di Santa Bibiana.
Dopo lunga malattia, si spense a Roma il 10 luglio del 1955.